# 巴兰杰罗
巴兰杰罗（義大利語：Balangero），是意大利皮埃蒙特大区都靈廣域市的一个市镇。人口3178（2010年12月31日）